# Cantone di Curridabat
Il cantone di Curridabat è un cantone della Costa Rica facente parte della provincia di San José, il cantone fa parte dell'agglomerato urbano di San José.
Confina a nord con il cantone di Montes de Oca, a est con quello di La Unión, a sud con il cantone di Desamparados e a ovest con quello di San José.
Curridabat è parte della regione climatica del Valle Centrale di Costa Rica.
Il cantone di Curridabat venne creato il 21 agosto 1929 con decreto presidenziale. Nel 1930 si svolse la prima riunione del Consiglio Municipale. Gli abitanti, a quell'epoca, erano 5.000.
Curridabat è uno dei poli di maggiore sviluppo economico della Grande area metropolitana che comprende la capitale. Curridabat è anche il cantone che vanta la maggiore proporzione di popolazione attiva del paese (30%), di cui il 9% sono imprenditori, il 15% liberi professionisti e il restante 76% dipendenti salariati.

## Geografia antropica

### Suddivisioni amministrative
Il cantone  è suddiviso in 4 distretti:
- Curridabat
- Granadilla
- Sánchez
- Tirrases